# Christoph Schneider
Christoph Schneider (født 11. maj 1966 i Stier i Pankow, Berlin i Tyskland) er trommeslager, lyriker, pyrotekniker og fyrværker i det tyske metal-band Rammstein. Schneider går under pseudonymet "Doom" og Schneider er også komponist, musiker.
Schneider blev født i Vestberlin og Schneider er søn af Martin Schneider og har seks søskende. Hans interesse i at spille musik begyndte i skolen, hvor han spillede trompet. Hans bror gav ham et trommesæt i aluminium, da Christoph blev 14. Der begyndte hans interesse i at spille trommer og blive en kendt musiker.

## Biografi
Hans første rigtige arbejde var som telekommunikationsmedarbejder, men efter at han fyldte 18, blev han indkaldt til militæret, så Schneider og Till er således de eneste i Rammstein, som har været i militæret. Efter at han blev hjemsendt, sagde han sit arbejde som telekommunikationsmedarbejder op og forsøgte at komme ind på et universitet, men han blev ikke optaget, selvom han ansøgte to gange.
Han er ene bror til 5 større søstre, heriblandt Constanze Schneider, som er modedesigner. Hun designer blandt andet bandets kostumer til koncerter.
Han hader at tale engelsk, blandt andet fordi han er meget dårlig til det. Han er ofte blevet kritiseret for at spille for simpelt og monotont, men kritikken er forstummet efter udgivelsen af Reise, Reise, hvor Schneider fik bevist, hvordan han også spiller.
Han er imod at blive sammenlignet med f.eks. Lars Ulrich fra Metallica, da han mener, at Lars Ulrich hellere vil bruge tiden på soloer, mens han hellere vil ”spille groovy”, og at deres stil dermed er anderledes.
Han er kendt for at råbe højt under koncerterne, og selv om det ikke kan høres, så kan det ses, jf. Live Aus Berlin.
Da han sprængte den ene trommehinde i år 2000, måtte bandet aflyse en tourne til Oceanien, indtil han kunne spille igen.
Schneider sætter pris på sit privatliv, som man ikke ved særlig meget om. Han er i sit andet ægteskab, med Regina Gizatulina fra Rusland og har ét barn.
Musiksmag: Ministry, Suicidal Tendencies, Red Hot Chilli Peppers, Nirvana, Twisted Sister, Stormtroopers of Death, Eisbrecher, Faith No More, AC/DC, The Sex Pistols, Overkill, Kraftwerk. Han har fortalt, at han ikke bryder sig om alt for alvorlige bands, bestemt dødsmetal og black metal

### Karriere
Hans far kunne ikke lide at han skulle lære at spille trommer, da han hellere ville have at han skulle spille trompet. Schneider prøvede konstant at komme ind i et band som trommeslager fra 1985 til 1990, til han endelig kom ind i Die Firma.
I 1994 sluttede han sig til Richard Kruspe og Oliver Riedel i en tidlig udgave af Rammstein. Efter Till Lindemann sluttede sig til bandet, deltog de i "Berlin Senate Metrobeat contest", og de vandt en chance til at lave en demo med 4 sange. Tidligere medlemmer af Schneiders band Feeling B, Paul Landers og Christian Lorenz, sluttede sig også til Rammstein-projektet.
Hans tilnavn kommer fra hans favorit computerspil, Doom.

## Scenepersonlighed
Her er nogle af de bands som Christoph Schneider har spillet med i.

### Tidligere bands
- 1982 - 1989: Keine Ahnung
- 1983 - 1993: Die Firma
- 1983 - 1994: Feeling B
- 1984 - 1985: Sam's Dice Group
- 1989 - 1990: Frechheit
- 19?? - ????: Quartered Shadows

### Remix
- 2002: Slick Idiot - Xcess (remix af Schneider fra Rammstein)
- 2003: Marilyn Manson - mOBSCENE (Sauerkraut Remix)

### Live optrædener

#### Gæstekunstner/ gæsteoptræder
- Tool,	4 Februar 2011. Big Day Out, Adelaide, Australien.
- Karat, 20 Juni 2015. Waldbühne, Berlin, Tyskland.
- Rammstein Cover Brasil, 7 September 2016. Manifesto Bar, São Paulo, Brasilien.

### Rammstein
Rammstein:
- Herzeleid (1995).
- Sehnsucht (1997).
- Mutter (2001).
- Reise, Reise (2004).
- Rosenrot (2005).
- Liebe ist für alle da (2009).
- Rammstein (2019).[2]
- Zeit 29. April (2022).

#### Schtiel
- Schtiel, (2003), opført på russisk.

#### Marilyn Manson
- The Beautiful People, Rammstein (2017). Marilyn Manson.

#### (Heino) Heinz Georg Kramm
- Sonne, Rammstein (2021) (Heino) Heinz Georg Kramm.

## Interview, citater og tv

### Film
- 1999: The Debtors
- 1999: Pola X
- 2002: xXx[3]

## Udstyr
- Trommer– Sonor SQ2 Red Tribal Finish[3]
  - 24×19 Bass Drum (×2)
  - 14×13 Tom
  - 16×15 Floor Tom
  - 18×17 Floor Tom
  - 20×15 Gong Drum
  - 12×5 Heavy Birch Shell Side Snare Drum
  - 14×6 Artist Series Bell Bronze Snare Drum
- Bækkener – Sabian[3]
  - 19" Paragon Chinese
  - 18" APX O-Zone Crash
  - 12" HHX Evolution Splash/10" HH China Kang Chinese Stack
  - 20" AAX X-Plosion Crash
  - 12" HHX Evolution Splash
  - 14" Vault Fierce Hats
  - 14" AAX X-Celerator Hats
  - 22" HH Power Bell Ride
  - 20" HHX X-Plosion Crash
  - 14" AAX X-Celerator Hats
  - 19" AAX X-Plosion Crash
  - 18" AAX Prototype Omni Crash
  - 20" HHX Chinese
  - 18" HHX Chinese
- Hardware – Sonor[4]
  - 600 Series Hardware Stands
  - Giant Step Pedals
  - Basic Arm System Accessories
- andre
  - Vic Firth SCS Christoph Schneider Signature Drumsticks[3]
- Evans, nu ejet af D'Addario

Pro-Mark 2S
elektroniske i hans Herzeleid periode:
5 ddrum triggers
1 PD-7 2 zone Roland pad
1 Drum tech 2 zone Pole pad
1 Alesis D4 module , then he added a ddrum3 module
1 uidentificeret sound and kit controller
Sequencer (ubekræftet)
i Sehnsucht perioden:
1 Ddrum3 module
1 Alesis D4 module
2 ddrum3 Cast Presicion Pads
1 PD-5 Roland pad
1 dual zone Drum Tech Pole Pad
5 ddrum triggers
1 ddrum RCI kit selector
Sequencer (ubekræftet)
i hans Mutter periode:
1 Roland PD-5 pad
1 2 zone Rod pad
2 Simmons pads then he changed to a pair of PD-31 Roland pads
5 ddrum triggers
1 ddrum3 module
1 ddrum kit selector
i hans Reise Reise periode:
2 ddrum4 mesh pads
1 ddrum3 module

### Ekstra
Roland Aira TR-8 trommemaskine brugt i 2018 af Christoph Schneider.